# Composite polymer nhôm
Vật liệu nhôm composite (APC) kết hợp nhôm với polymer để tạo ra các vật liệu có đặc điểm thú vị. Trong năm 2014 các nhà nghiên cứu đã sử dụng máy in laser 3D để sản xuất một ma trận polymer. Khi phủ một lớp oxit nhôm 50-100 nanomet, vật liệu có thể chịu được tải trọng lớn nhất là 280 MPa, mạnh hơn bất kỳ vật liệu nào khác có khối lượng riêng nhỏ hơn 1.000 kilôgam/mét khối (1.700 lb / cu yd).

## Nhôm xốp
Các miếng xốp bằng nhôm hình cầu được liên kết bởi các polyme tạo ra bọt có độ dày 80-95% kim loại. Bọt như vậy đã được thử nghiệm = sản xuất trên một dây chuyền lắp ráp tự động và đang được xem như là phụ tùng ô tô.

## Dẫn nhiệt
Nhiệt độ được xác định theo kinh nghiệm của APC cụ thể có thể phù hợp với cả mẫu Agari và Bruggeman đều cung cấp ước lượng về độ dẫn nhiệt tốt. Giá trị thử nghiệm của cả hai tính dẫn nhiệt và tính khuếch tán cho thấy composite có các hạt lớn có khả năng truyền nhiệt tốt hơn.